# Aase Bye
Aase Bye (4 de junio de 1904-10 de julio de 1991) fue una actriz teatral, cinematográfica y televisiva noruega. En su memoria se concede el Premio Aase Bye a los artistas más prometedores.

## Biografía
Su nombre completo era Aase Synnøve Bye, y nació en Oslo, Noruega, siendo sus padres Anders Bye (1874-1918), un comerciante, y Astrid Hansen (1879-1920). 
Bye debutó sobre los escenarios en el Teatro nacional de Oslo en 1923, siendo reconocido su talento por Bjørn Bjørnson. Aase Bye fue una de las más grandes actrices de las artes escénicas noruegas en el período de entreguerras y en las décadas posteriores a la Segunda Guerra Mundial. Su talento abarcó un gran registro, dominando tanto el drama clásico, la comedia y la opereta, como las representaciones de obras modernos. Excepto por pequeñas interrupciones por otros compromisos o por enfermedad, continuó actuando en el Teatro Nacional durante más de cincuenta años, retirándose en el año 1974.  Su primer papel fue el de Solveig en la obra de Henrik Ibsen Peer Gynt. Al año siguiente fue Sonja en el estreno de Reisen til Julestjernen, pieza del dramaturgo Sverre Brandt (1880-1962). Otros de sus papeles fueron los de Pernille en Den stundesløse, Dorine en Tartufo, Katharina en Troll kan temmes y Adele en la opereta El murciélago. Fue también La princesa gitana, Hanna Glawari en La viuda alegre, Maja Rubek en When We Dead Awaken, Fanny Wilton en John Gabriel Borkman, y Sara en Agnete.
También actuó en el cine mudo, en películas sonoras y en televisión. Entre sus producciones figuran Brudeferden i Hardanger, Kristine Valdresdatter y Den store barnedåpen.

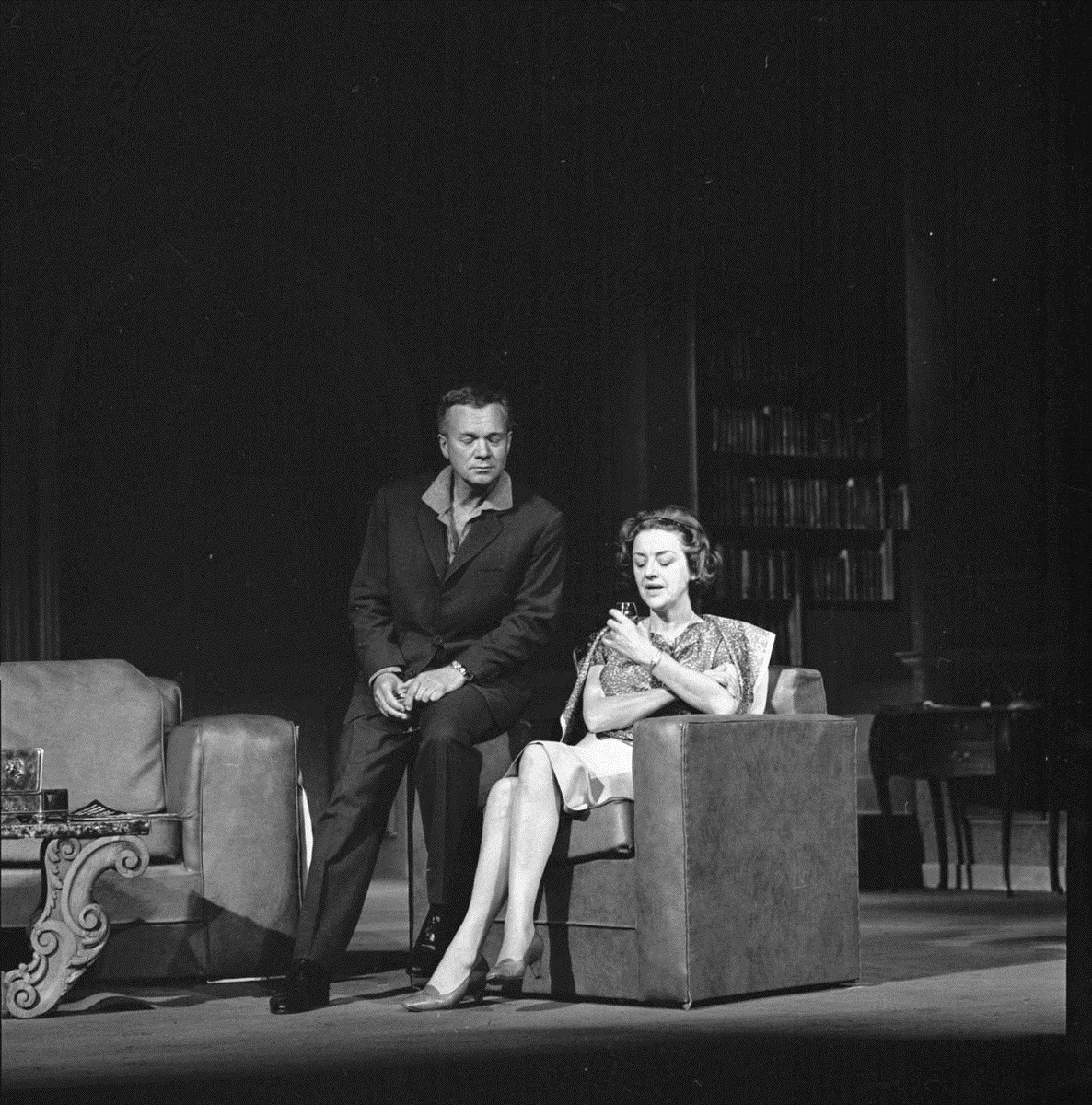
Bye con el actor Jørn Ording en el Teatro nacional de Oslo en 1967

En 1949 recibió el Premio de la Crítica Teatral de Noruega (Den norske Teaterkritikerprisen) por su interpretación de Blanche Dubois en la versión noruega de  play Un tranvía llamado Deseo, de Tennessee Williams. La obra había sido traducida por Peter Magnus (1915-2001) y representada bajo la dirección de Gerda Ring (1891-1999) y Ella Hval (1904-1994).
Aase Bye falleció en Oslo en 1991. Se había casado tres veces. Su primer marido fue Carl Christian Christensen (1882-1949), con el que se casó en agosto de 1927, divorciándose en 1929. Ese mismo año se casó con el armador Jan Kurt Dedichen (1897-1935), hijo de Georg Dedichen y nieto de Edvard Brandes. Fallecido su marido en septiembre de 1935, la actriz se casó en 1948 con el economista, autor y editor Trygve Jacob Broch Hoff (1895-1982).

## Premios Aase Bye
El testamento de Aase Bye establecía conceder un premio anual a los artistas más prometedores. El premio empezó a concederse en 1993. Entre sus ganadores figuran los siguientes:
- Stein Grieg Halvorsen (1993)
- Liv Dommersnes (1995)
- Solveig Kringlebotn (1995)
- Knut Skram (1997)
- Kjersti Holmen (1999)
- Lise Fjeldstad (2001)
- Rut Tellefsen (2001)
- Kim Haugen (2003)
- Anne Marit Jacobsen (2003)
- Bjarte Hjelmeland (2004)
- Henny Moan (2006)
- Frøydis Armand (2007)
- Kjersti Alveberg (2008)
- Espen Giljane (2008)
- Kari Simonsen (2009)
- Sverre Anker Ousdal (2010)
- Kjell Askildsen  (2011)
- Kjetil Bang-Hansen (2012)
- Svein Tindberg (2012)
- Hildegunn Eggen (2014)
- Bjarte Hjelmeland (2016)

## Premios
Bye fue nombrada Comendadora de la Orden de San Olaf en 1974. Recibió también la Medalla del Mérito del Rey en oro (Kongens fortjenstmedalje).

## Filmografía
- 1961 : Fru Inger til Østråt (TV)
- 1944 : Kommer du, Elsa?
- 1934 : En stille flirt
- 1931 : Den store barnedåpen
- 1930 : Kristine Valdresdatter
- 1926 : Brudeferden i Hardanger
- 1925 : Fager er lien